# Po Csü-ji
Po Csü-ji (pinjin, hangsúlyjelekkel: Bái Jūyì; hagyományos kínai: 白居易; egyszerűsített kínai: 白居易; Wade-Giles átírás: Po Chü-i; japánul: はく きょい ('Haku Kyo'i)) (Tajjüan (Taiyuan), 772 - Lojang, 846); további névváltozatok: Po Kü-ji; Po Lo-tien; Po Hsziang-san; a Tang-dinasztia korának egyik legismertebb kínai költője. (A Po Csü-ji magyar átírás a hagyományos, valószínűleg a Wade-Giles átírás alapján. A pinjin alapján képzett „népszerű magyar átírás” Paj Csü-ji lenne.)
Költeményeinek ihletője nagyrészt hivatali pályája volt, három tartományban is tevékenykedett kormányzóként. Japánban is nagy hírnévre tett szert, és népszerű más keleti országokban is, ahol hagyománya van a kínai kulturális befolyásnak. Arthur Waley fordításai és tanulmányai nyomán angol nyelvterületen is, majd világszerte ismertté vált.

## Élete
Elszegényedett, de művelt családból származott. Kora ifjúságától csodagyereknek tartották. Már 15 éves korában nagy sikerű elbeszélő költeményt írt Örökké tartó búbánat címmel. A császári hivatalnoki vizsgát is fiatalon sikeresen letette, majd a császári könyvtárban kapott állást. 808-ban a Hanlin Akadémia tagja lett. Szókimondása miatt hamarosan lefokozták, majd 815-ben távoznia kellett az udvartól, egy távoli szecsuáni helyre. Útközben a Jangce mentén alkalma nyílt találkozni és egy időt együtt tölteni jó barátjával, Jüan Csen költővel. Po Csü-ji száműzetése alatt elmélyült a taoista és buddhista tanokban. Ebben az időben már Kína-szerte ismerték verseit. 819-ben a császár visszahívta az udvarba, majd 822-től három éven át Hangcsou kormányzója volt, vízszabályozási és gátépítési munkákat irányított a szépségéről híres Nyugati-tó környékén. Építtetett a tavon át egy töltést, ami kellemes sétaútként is szolgált. A ma is fennálló építményt a költőről nevezte el az utókor. Jüan Csen is a közelben élt, így alkalmuk volt ébren tartani barátságukat.
825-ben Szucsouba helyezték át kormányzónak, majd 836-tól ismét az udvarnál kapott magas hivatalokat. 842-ben visszavonult, utolsó éveit a hsziangsani kolostor környékén, a Lungmen-barlangok közelében kialakított lakásában töltötte. Magát ekkoriban „hsziangsani remetének” nevezte. Emlékműve ma is megtalálható a közelben.

## Költészete
Rendkívül termékeny alkotó volt, több mint 2800 verséről tud az irodalomtörténet, emellett levelei és esszéi is fennmaradtak. Világos, áttekinthető, közérthető költői stílusban írt. Versei, különösen ifjúkorában, erős társadalomkritikát, politikai mondanivalót is hordoztak. A hagyomány szerint, ha egy szolgája nem értette meg versét, átírta más szavakkal. Verseit maga sokszorosította, terjesztette. Ez is magyarázza, hogy már életében rendkívül ismert és népszerű lett.
Barátaival, elsősorban Jüan Csennel felújították a Jüe-fu dalokat. 809-ben írott, 50 verset tartalmazó antológiája előszavában írja:

„Szavaim lényegretörőek és nyíltak, mert szeretném, hogy aki látja versemet, könnyen megértse mondandómat; beszédem egyenes és éles, mert szeretném, ha aki hallja versemet, komoly intésként fogadja; amiről e versekben szóltam, velejéig igaz és valós, hogy aki méltatja, hittel tehesse; verseim stílusa természetes és oldott, hogy zenekísérettel, dalként terjedhessenek.”

– Új jüe-fu dalok

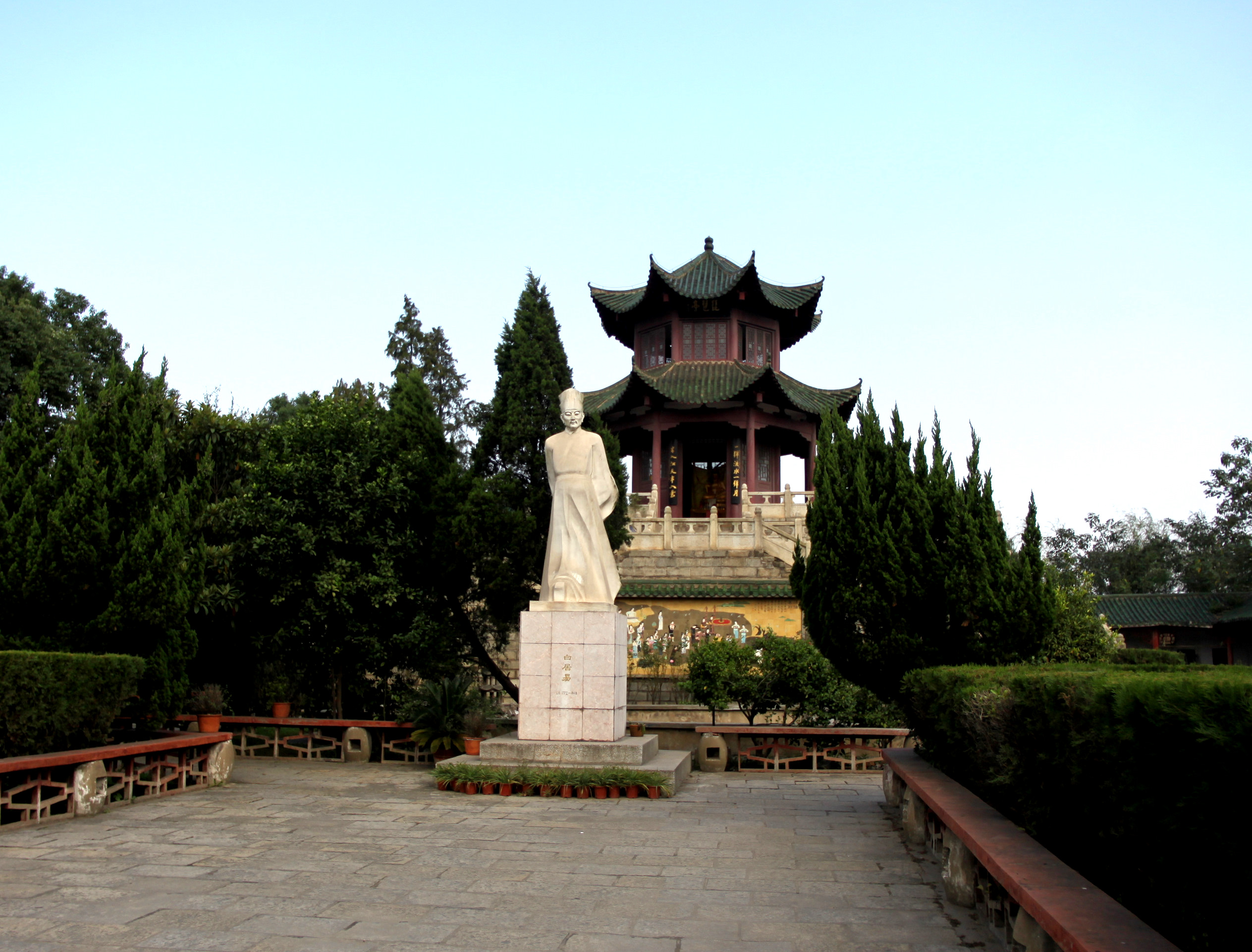
Po Csü-ji szobra

Po Csü-ji írt erősen romantikus verseket is barátairól, hivatalnok-társairól, akikkel együtt tanult vagy utazott. Ezekben az egyszerű örömöket dicséri: az együtt látott tájakat, az együtt fogyasztott bort, az együtt töltött éjszakákat.
Egyik leghíresebb elbeszélő költeménye (Örökké tartó búbánat), amit még 15 éves korában írt, Hszüan-cung császár meneküléséről és szeretője megfojtásáról szól. A másik a Pi-pa jin (A pi-pá (pipa) hangszeren játszó öregasszony), amely egy hajdan népszerű énekesnő magányos, keserű sorsát örökíti meg. E két műve még életében eljutott Japánba is.
Idős korában írt verseit a szemlélődés, sztoikus, filozofikus hangnem és a korábbiaknál kifinomultabb stílus jellemzi.
Első gyűjteményes kötetét még életében kiadta barátja, Jüan Csen Po-si Csang-csing csi (Po úr művei a Csang-csing korszakból) címmel. Műveit, stílusát századokon keresztül sokan utánozták.
Faludy György fordította magyarra az Éjszakára megállok Zseng-Jángban és Ráébredek az élet hiábavalóságára című verseit.

## Magyarul
- Csü-Ji versei; ford. Weöres Sándor, nyersford., jegyz. Csongor Barnabás; Szépirodalmi, Bp., 1952

- Li Taj-po, Tu Fu, Po Csü-ji versei; ford. András László et al., vál., jegyz. Csongor Barnabás; Európa, Bp., 1976 (Lyra mundi)

## Fordítás
- Ez a szócikk részben vagy egészben a Bai Juyi című angol Wikipédia-szócikk ezen változatának fordításán alapul.  Az eredeti cikk szerkesztőit annak laptörténete sorolja fel. Ez a jelzés csupán a megfogalmazás eredetét és a szerzői jogokat jelzi, nem szolgál a cikkben szereplő információk forrásmegjelöléseként.